# Archboldiodendron
Archboldiodendron es un género con dos especies de plantas de flores perteneciente a la familia Pentaphylacaceae.

## Especies seleccionadas
- Archboldiodendron calosericeum
- Archboldiodendron merrillianum